# Feng Yanzhe
Feng Yanzhe (chinesisch 郑思维, Pinyin Féng Yànzhé; * 13. Februar 2001 in Tianjin, Volksrepublik China) ist ein chinesischer Badmintonspieler. 

## Karriere
Feng Yanzhe wurde 2020 nationaler Meister. Im Jahr zuvor hatte er bei der Juniorenweltmeisterschaft bereits Gold gewonnen. Bei den Erwachsenen siegte er 2023 bei den German Open, den Denmark Open, Korea Open, den Finnish Open und dem Indonesian Masters. Ein Jahr später gewann er erneut die Denmark Open und die Finnish Open ebenso wie die China Open und das  China Masters. 2024 wurde er auch Asienmeister. 2021 und 2023 gewann er mit dem Team den Sudirman Cup.
Bei den Olympischen Spielen in Paris 2024 wurde er Fünfter im Mixed.